# Akron (Nueva York)
Akron es una villa ubicada en el condado de Erie en el estado estadounidense de Nueva York. En el año 2000 tenía una población de 3085 habitantes y una densidad poblacional de 607 personas por km².

## Geografía
Akron se encuentra ubicada en las coordenadas 43°1′10″N 78°29′41″O / 43.01944, -78.49472.

## Demografía
Según la Oficina del Censo en 2000 los ingresos medios por hogar en la localidad eran de $35 313, y los ingresos medios por familia eran $48 083. Los hombres tenían unos ingresos medios de $33 250 frente a los $24 327 para las mujeres. La renta per cápita para la localidad era de $17 712. Alrededor del 8,2% de la población estaban por debajo del umbral de pobreza.